# Guillaume Kennis
Guillaume Kennis (Leuven, 26 september 1839 - Schaarbeek, 23 december 1908) was burgemeester van de gemeente Schaarbeek van 1873 tot 1878 en een tweede maal van 1896 tot 1903. 
Kennis was ingenieur van opleiding. Hij zetelde ook tweemaal in de Schaarbeekse gemeenteraad, van 1869 tot 1878 en van 1895 tot 1903, waarbij hij dus telkenmale aan het einde van die periodes een mandaat als burgemeester opnam.

## Eerbetoon
Zijn herinnering wordt geëerd door de gemeente Schaarbeek met de naam van een straat die de Lambermontlaan verbindt met de Gustave Latinislaan in de gemeente: de Guillaume Kennisstraat.
Zijn graf werd verplaatst in de tweede helft van de twintigste eeuw van het oud kerkhof van Schaarbeek (nu het Sportcentrum Terdelt) naar het nieuw kerkhof op het grondgebied van Evere.